# 1865
Cette page concerne l'année 1865 (MDCCCLXV en chiffres romains) du calendrier grégorien.
L'année 1865 est une année commune qui commence un dimanche.

## Événements
- 17 mai : création à Paris de l'Union télégraphique internationale[1].

### Afrique
- 15 janvier : arrivée de Karl Mauch à Durban. Il entreprend une expédition au Matabélé (fin en 1866)[2]. En 1868, il découvre de l’or sur la Tati River (Botswana), ce qui provoque une ruée vers l’or[3]. En 1888, Cecil Rhodes fait signer une concession de tous les droits miniers au roi Lobengula.
- 7 mars : le docteur Jean-Marie Mac-Auliffe est envoyé étudier une épidémie de typhus à La Réunion, en fait le paludisme arrivé des Indes en décembre 1864[4].
- Printemps : premier voyage de Grandidier à Madagascar, entre Tamatave et la baie d'Antongil[5].

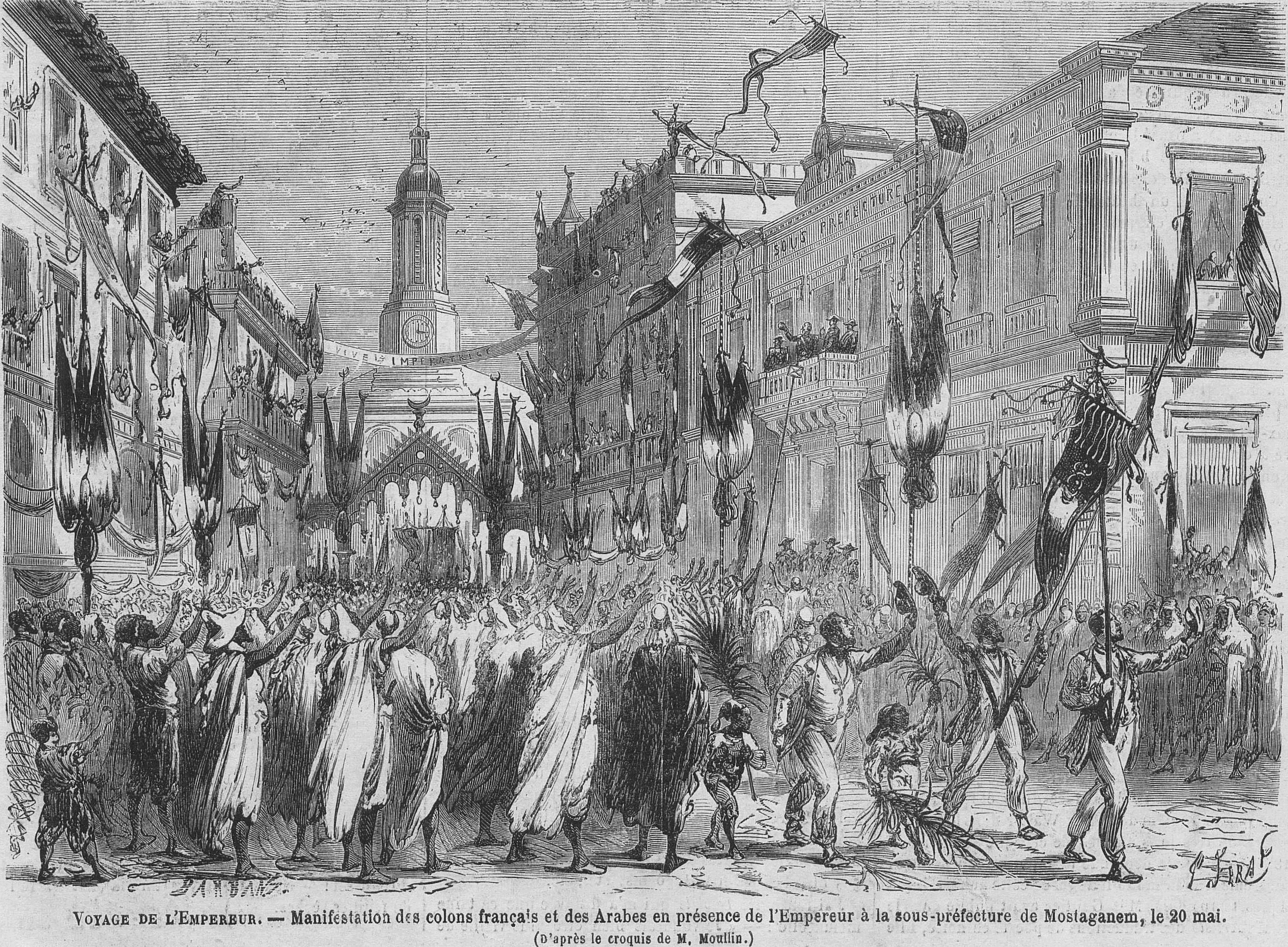
Napoléon III au balcon de la sous-préfecture de Mostaganem saluant les colons français et les Arabes lors de sa visite officielle le 20 mai 1865. Le Monde Illustré, mai 1865

- 3 mai : début d'une longue visite de Napoléon III en Algérie, son second voyage, devant le mécontentement des colons (jusqu'en juin). Elle ne favorise pas la relance de la colonisation comme Mac-Mahon l’avait espéré[6].
- 6 mai : Faidherbe quitte le Sénégal. Émile Pinet-Laprade assure l’intérim, puis est nommé gouverneur du Sénégal le 12 juillet[7].
- 20 mai : départ de Tripoli de explorateur allemand Rohlfs pour une expédition au Sahara et au Soudan central (1865-1867) ; il est à Mourzouq d’octobre 1865 au 25 mars 1866, atteint Kouka fin juillet 1866 après avoir traversé le Kaouar, visite le Mandara (8 septembre-13 octobre 1866) et atteint Lagos le 1er juin 1867[8].
- 9 juin : Seqiti War. Reprise de la guerre entre les Boers de l’État libre d'Orange et les Basotho, pasteurs vivants entre le Limpopo et la ville d’Orange (fin en 1868)[9]. Les Basotho sont décimés. Les fusils à pierre qu’ils se sont procurés auprès de marchands arabes et grâce à la contrebande boer ne peuvent rivaliser avec l’armement européen. Les Sotho continuent pourtant de s’armer en faisant payer en fusils leur travail sur les chantiers ferroviaires, afin de résister aux Afrikaners.
- 26 juin : rapport du Parliamentary Select Committee on West Africa[10]. À la suite des conflits avec les Ashanti, les Britanniques formulent une « politique de non-extension » en Afrique de l’Ouest.
- 30 juin, Éthiopie : Ménélik, fils du roi de Choa Haïlé-Malakot, prisonnier depuis dix ans, fuit Magdala et retrouve le trône paternel en août[11]. Le Tigré et le Godjam font également sécession.
- 14 juillet : sénatus-consulte laissant « le libre choix de la citoyenneté française aux Algériens tout en leur assurant sans condition les droits civils des Français ». Ce texte est considéré comme le plus libéral de la législation coloniale française[12]. Les Juifs d’Algérie peuvent obtenir leur naturalisation française s’ils la demandent.
- 15 octobre : Werner Münzinger prend en charge le consulat britannique en Éthiopie[13].

- Blocus de Cotonou et de la côte du Dahomey par la marine britannique[14]. Le commerce des esclaves cesse définitivement.
- Exécution des chefs traditionnels d’Unyanyembe (Mnywa Sere) par les Arabes. Les chefs nyamwezi Mirambo et Nyungu ya Mawe entrent en politique[15].
- Le roi Muteesa Ier du Bouganda se convertit à l’islam sous l’influence des swahili (1865-1867)[16].

### Amérique
- 17 janvier-8 février, Expédition du Mexique : siège d'Oaxaca, dirigé par le maréchal Bazaine, et par lequel il obtient la reddition du chef mexicain Porfirio Diaz[17].
- 20 février : le chef des révolutionnaires uruguayens, le caudillo colorado Venancio Flores s’empare du pouvoir à Montevideo avec l’aide de l’Argentine, ce qui relance la guerre du Chaco[18]. Il sera assassiné trois ans plus tard.
- 3 mars : l’Espagne renonce au décret de 1861 qui annexait le territoire de la République dominicaine à la couronne de Madrid[19], décision mise en vigueur par les Cortès le 11 juillet. Fin de la Guerre de Restauration.
- 10 mars : adoption du projet de confédération au Canada par 91 voix contre 33[20]. Le premier ministre Étienne-Paschal Taché, détenant la majorité à l’Assemblée, s’assure de son adoption.

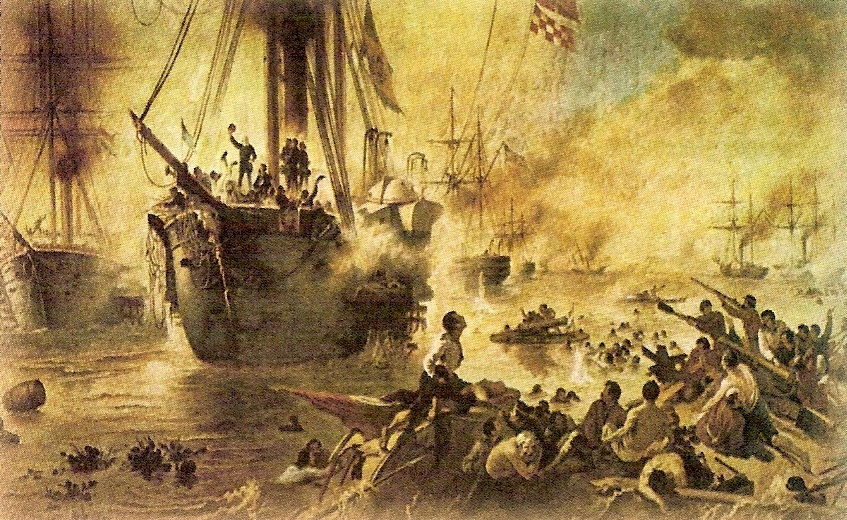
11 juin : combat naval de Riachuelo dans la Guerre de la Triple Alliance.

- 18 mars, Guerre de la Triple Alliance : le Paraguay déclare la guerre à l’Argentine, qui a refusé le passage des troupes paraguayennes sur son sol[21]. Le président Francisco Solano López décide d’envahir l’Argentine.
- 11 avril, Mexique : victoire juariste à la bataille de Tacámbaro au Mexique[22].

- 1er mai, Guerre de la Triple Alliance : alliance entre l’Argentine, le Brésil et l’Uruguay contre le Paraguay[24]. Le président du Paraguay, López, est accusé de vouloir créer un empire comprenant Paraguay, Uruguay et les provinces Argentines d’Entre Ríos et Corrientes. Le Paraguay est d’abord vainqueur des coalisés.
- 16 juillet : victoire de la légion belge sur les juaristes à la bataille de la Loma[25].
- 3 octobre : le maréchal Bazaine fait endosser par l’archiduc Maximilien Ier du Mexique un décret condamnant à la peine de mort, dans les 24 heures, les défenseurs de la République et leurs complices[26].
- 26 novembre : combat naval de Papudo lors de la guerre hispano-sud-américaine[27].
- 8 décembre : Buenaventura Báez devient président de la République dominicaine (fin le 29 mai 1866)[28].

#### États-Unis
- 16 janvier : le général Sherman publie le « décret spécial no 15 sur la Terre » qui destine la totalité de la côte Sud jusqu’à 50 km à l’intérieur des terres à l’intention exclusive des Noirs. Les affranchis peuvent s’y installer, en n’occupant que 16 ha maximum par famille[29]. En juin, 40 000 affranchis sont sur place, mais en août, le président Johnson rend ces terres à leurs propriétaires confédérés et les affranchis sont expulsés.
- 31 janvier : l’esclavage est aboli aux États-Unis par le treizième amendement à la constitution proposé par le Congrès (ratifié le 6 décembre)[30].
- 18 février : les troupes de l’Union de Sherman occupent Charleston[31].
- 13 mars : les États du Sud, dont la défaite militaire ne fait plus de doute, promettent la liberté aux esclaves qui s’engageraient dans l’armée confédérée[32].
- 2 avril : le général sudiste Lee abandonne Richmond et Petersburg, assiégée depuis neuf mois ; Grant et Sheridan le poursuivent vers Appomattox où il capitule le 9 avril[33]. Sa défaite marque la fin officielle de la guerre de Sécession (début en 1861).

- 14 avril : assassinat de Lincoln[33].

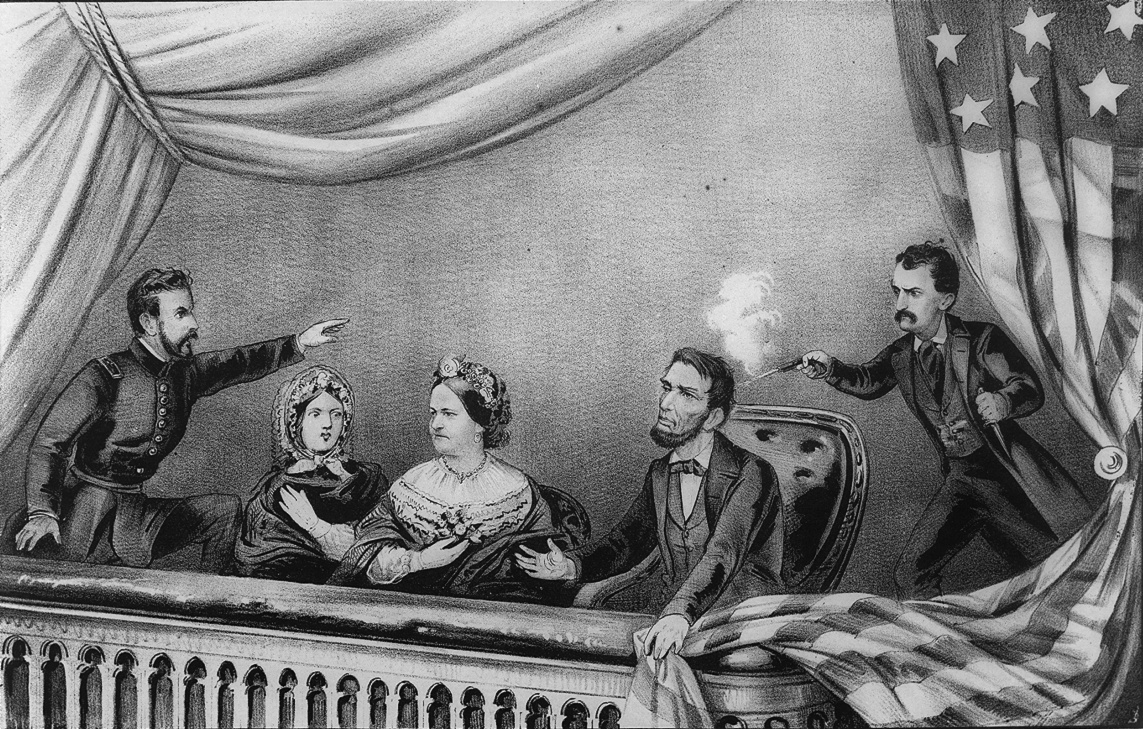
14 avril : assassinat d'Abraham Lincoln.

- 15 avril : début de la présidence républicaine d’Andrew Johnson aux États-Unis (fin en 1869)[34].
- 18 avril : reddition de Johnston en Caroline du Nord ; le président Johnson ne valide pas l’accord[35].
- 26 avril : Johnston se rend définitivement à Durham[35]. Fin effective de la guerre de Sécession
- 26 juillet : bataille de Platte Bridge en réponse au massacre de Sand Creek[36].
- 4 décembre : alors que tous les États « rebelles » sont reconduits dans l’Union, le Congrès, à peine entré en session, refuse cette « politique du fait accompli », désigne une commission d’enquête et ferme sa porte aux élus du Sud. Le rapport de la commission conclut que le Sud est toujours aux mains des dirigeants de la Confédération et que les Codes noirs y restaurent la vieille servitude[37].
- 18 décembre : entrée en vigueur du XIIIe amendement de la Constitution des États-Unis d’Amérique abolissant l’esclavage[38]. Quatre millions d’esclaves sont affranchis. Les États-Unis seront le pays qui aura le plus importé de Noirs après le Brésil.
- 24 décembre : fondation du Ku Klux Klan à l’initiative de six officiers du Tennessee déçus par la défaite des États sudistes lors de la guerre de Sécession[39]. Il s’agit d’une organisation clairement antisémite et raciste. Ses membres se livrent à des raids, des lynchages, des agressions physiques et des incendies (116 actes de violence enregistrés dans le seul Kentucky entre 1867 et 1871).

- La frontière (frontier) dépasse le 100° méridien[40].

### Asie et Pacifique
- Janvier : Yaqub Beg prend Kachgar[41]. Début de la révolte du Turkestan chinois qui se déclare indépendant (1865-1877) sous l’autorité de Yaqub Beg.
- 28 juin : le général russe Mikhaïl Tcherniaïev prend Tachkent[42].
- 19 - 30 juillet : siège de Pipiriki en Nouvelle-Zélande[43].
- 20 - 21 juillet : bataille de Weraroa Pa pendant la seconde guerre Taranaki en Nouvelle-Zélande (campagnes sur la côte occidentale, 1865-1866)[44].
- 11 août : traité entre les États-Unis et le Brunei[45]. Le sultan concède à l’American Trading Company les droits d’exploitation sur les bois précieux.
- 26 septembre : Native Rights Act en Nouvelle-Zélande[46]. Les Māori sont associés à la vie de l’île : alors que les tribus du Nord sont toujours en guerre, le gouverneur George Grey légalise les coutumes agraires des Māori. Des tribunaux territoriaux anglo-māori sont créés et des écoles subventionnées. Quatre chefs élus par les tribus siègeront au Parlement colonial.
- 29 septembre-7 octobre : les missionnaires français des Missions étrangères de Paris sont chassés de la mission de Bonga, au Tibet[47]. Félix Biet et Auguste Desgodins fondent peu après l'église Notre-Dame-du-Sacré-Cœur de Yerkalo.
- 14 octobre : le comité Morgan est nommé par le Conseil législatif pour enquêter sur l’éducation à Ceylan[48]. Dans son rapport rendu en 1867, il préconise la création d’un ministère de l’instruction publique à Ceylan[49].
- Décembre : transfert de la capitale cambodgienne d’Oudong à Phnom Penh[50].
- Famine dans l’état d'Orissa en Inde (fin en 1867)[51].
- Début de l’insurrection populaire dirigée par Po Kombo au Cambodge. Le roi Norodom Ier doit faire appel aux forces françaises venues de Cochinchine qui contribuent à réprimer l’insurrection (1867)[52].
- Les Britanniques entreprennent la cartographie clandestine du Tibet (fin en 1890). Ils forment des agents indiens, déguisés en pèlerins, à faire des relevés topographiques (Nain Singh, Kishen Singh, Kinthup, , etc.)[53].
- Une commission britanno-russe est chargé d’étudier la délimitation des frontières entre l’empire ottoman et la Perse[54]. Une zone neutre est créée, de l’Ararat au golfe Persique.
- Melbourne, qui fait office de capitale fédérale avant la fondation de Canberra, devient pour quelques décennies la plus grande ville d'Australie.

### Europe
- Janvier : l’assemblée de la noblesse de Moscou réclame la réunion d’une assemblée de la Terre russe. Le tsar refuse[55].
- 7 février (26 janvier du calendrier julien) : le prince Alexandre Jean Cuza de Roumanie renvoie Mihail Kogălniceanu. Les partis libéraux et conservateurs se rapprochent pour le chasser (monstrueuse coalition). Ils envoient Ion Ghica à Londres et Ion Bratianu à Paris chercher un prince étranger ayant l’agrément des puissances[56].

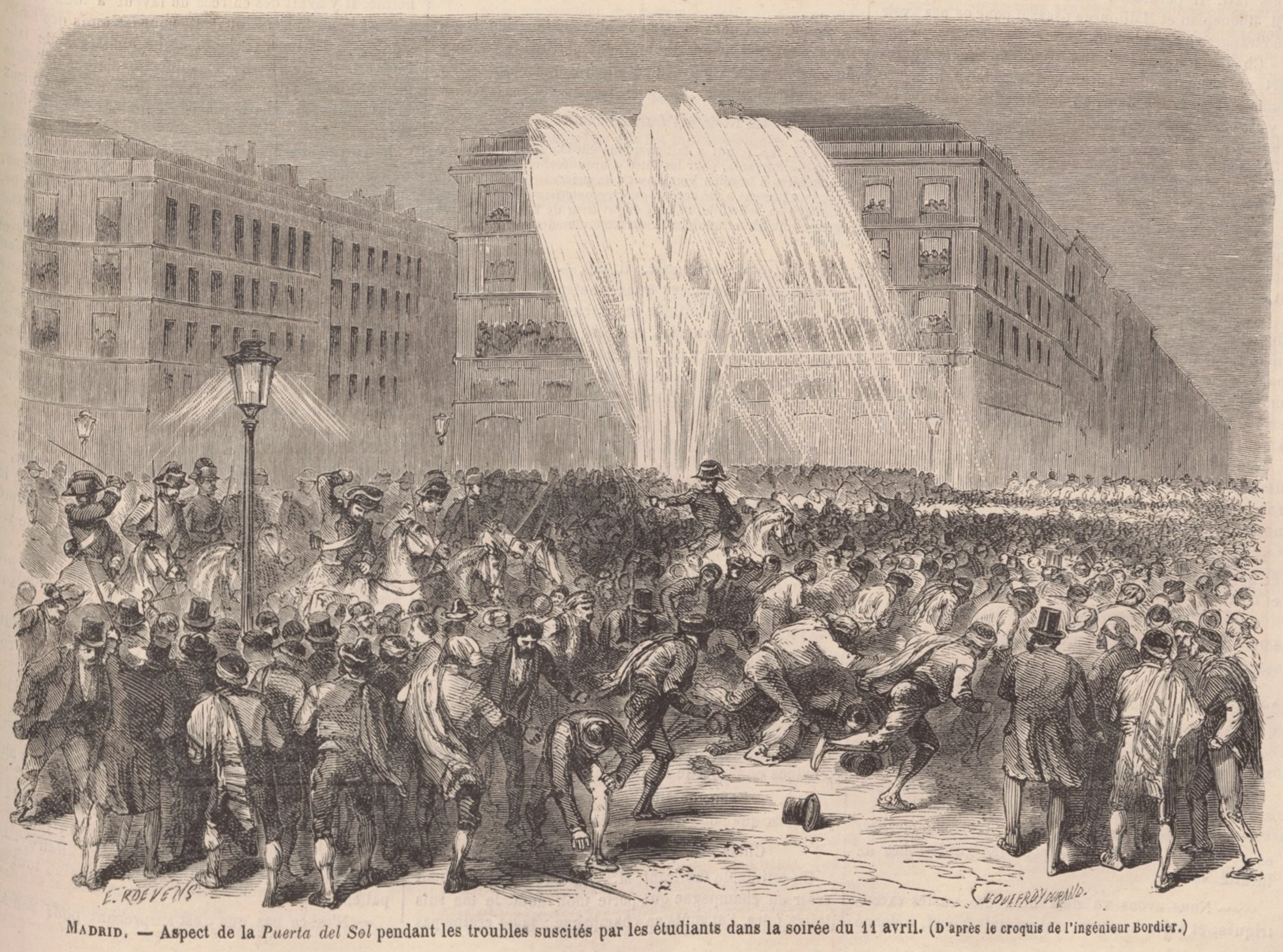
Aspect de la Puerta del Sol pendant les troubles suscités par les étudiants dans la soirée du 11 avril. Le Monde Illustré 22 avril 1865.

- 10-11 avril : « nuit de la Saint-Daniel », émeute estudiantine à Madrid à la suite de la destitution du journaliste et professeur d'université Emilio Castelar qui a dénoncé dans un article la reine Isabelle II qu'il accuse d'avoir aliéné le patrimoine national[57].
- 16 avril : « Article de Pâques » de Ferenc Deák, qui propose un compromis dualiste avec administration austro-hongroise conjointe pour les affaires communes, extérieures et militaires en Hongrie[58].
- 18 avril : nouveau statut de la censure en Russie, relativement libéral. Il entre en vigueur le 13 septembre[59].
- 13 mai : transformation du Lycée Richelieu d’Odessa en université[60].
- 22 mai : traité de commerce entre la Belgique et la Prusse, qui agit au nom du Zollverein[61].
- 27 juillet : le chef du gouvernement autrichien, Anton von Schmerling, est remplacé par le comte Belcredi[62]. La monarchie danubienne connaît une crise institutionnelle. La réforme du Reichsrat de février 1861 est restée sans effets, les représentants des Hongrois et des Tchèques le boycottant. Le nouveau Premier ministre dissout le Reichsrat en septembre et décide de gouverner de manière absolue.
- 2 juillet : William Booth crée l’Armée du salut au Royaume-Uni[63].
- 5 juillet : Locomotive Act réglementant la circulation des véhicules automobiles à moteur sur la voie publique au Royaume-Uni[64].
- 14 août : convention de Gastein négociée par Bismarck et le comte Gustav von Blome (de). La Prusse annexe la Saxe-Lauenbourg, Kiel, et administre le Schleswig. L’Autriche prend en charge l’administration du Holstein[62]. Elle laisse se développer les mouvements en faveur du duc lésé, Frédéric d'Augustenburg.
- 20 septembre : François-Joseph Ier d’Autriche suspend la patente centralisatrice de février 1861[62]. Le gouvernement impérial ratifie l’ébauche d’une nouvelle constitution pour la nation magyare. Gyula Andrássy est élu vice-président de la diète hongroise. Il négocie avec Ferenc Deák avec le gouvernement de Vienne.
- 4 au 11 octobre : entrevue de Biarritz entre le chancelier Bismarck et Napoléon III qui soutiendra la politique anti-autrichienne de la Prusse. En échange de la neutralité française dans les affaires allemandes, Bismarck propose à Napoléon III une entente italo-prussienne qui stipulerait, en cas de défaite de François-Joseph Ier d'Autriche, le transfert de la Vénétie au royaume d’Italie[65].
- 29 octobre : début du ministère libéral lord John Russell, Premier ministre du Royaume-Uni, (fin en 1866)[66]. La mort de Palmerston le 18 octobre entraîne l’abandon de l’interventionnisme au profit d’une politique étrangère attentiste, le « splendide isolement », centrée sur les affaires coloniales.
- 2 novembre : entrevue de Saint-Cloud entre le chancelier Bismarck et Napoléon III, qui confirme la neutralité française[65].
- 9 novembre : union douanière entre la France et la principauté de Monaco[67].
- 7 décembre : acte sur le Parlement en Suède[68]. Charles XV de Suède, roi libéral et populaire, institue une Constitution qui transforme le Riksdag, le corps législatif suédois, en une Assemblée bicamérale élue au suffrage censitaire : une Chambre haute dont les membres non rétribués disposent de plus de 4000 couronnes de revenus, une chambre basse aux membres rétribués dans leur fonction.

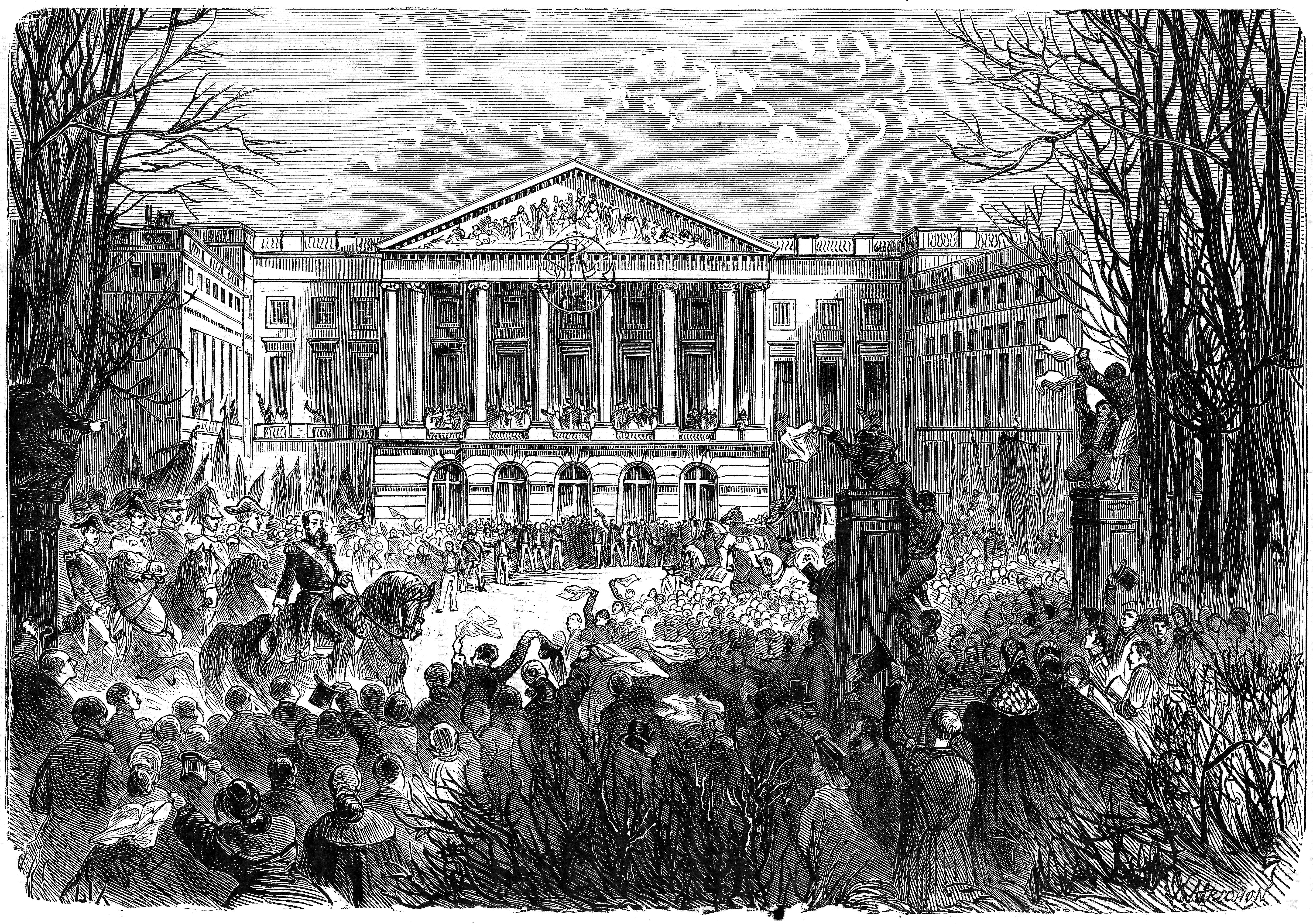
17 décembre : avènement de Léopold II devant le palais de la Nation.

- 17 décembre : début du règne de Léopold II, roi des Belges (fin en 1909)[69].
- 23 décembre : signature de la Convention de Paris, dite de l'Union latine entre la France, la Suisse, la Belgique, le Luxembourg et l'Italie[70].
- 31 décembre : le gouvernement italien signe à Berlin un traité de commerce avec le Zollverein allemand. Le rapprochement économique sera bientôt complété par une alliance militaire contre l’Autriche[71].

- Nouveau code de justice militaire en Russie[72].

## Naissances en 1865
- 1er janvier : İsmail Hakkı Bey, compositeur et musicien turc de l'Empire ottoman († 30 décembre 1927).
- 5 janvier : Julio Garavito Armero, astronome colombien. († 11 mars 1920).
- 17 janvier :
  - Charles-Frédéric Lauth, peintre français († 23 mars 1922).
  - Georges Maroniez, peintre, photographe et inventeur français († 11 décembre 1933).
- 18 janvier : El Espartero (Manuel García Cuesta), matador espagnol († 27 mai 1894).
- 19 janvier :
  - Égide Rombaux, sculpteur belge († 11 septembre 1942).
  - Valentin Serov, peintre russe († 5 janvier 1912).
- 20 janvier : Josef Fischer, coureur cycliste allemand († 3 mars 1953).
- 25 janvier : Jeanne Forain, peintre et sculptrice française († 17 juin 1954).
- 27 janvier : Benoît Hartmann, peintre français († 31 janvier 1945).
- 28 janvier : Lala Lajpat Rai, écrivain et homme politique indien († 17 novembre 1928).
- 31 janvier :
  - Georges Chicotot, médecin et radiologue français († 1921).
  - Henri Desgrange, coureur cycliste, dirigeant sportif et journaliste français († 16 août 1940).
- 3 février :
  - Madeleine Carpentier, peintre, aquarelliste et lithographe française († 13 septembre 1949).
  - Lucien Fontayne, compositeur, pianiste, organiste et professeur de musique français († 29 décembre 1946).
  - Isaac Israëls, peintre néerlandais († 7 octobre 1934).
- 12 février : Aleardo Villa, peintre italien († 31 décembre 1906).
- 13 février : István Csók, peintre hongrois († 1er février 1961).
- 21 février : Raymond de La Nézière, peintre, illustrateur et caricaturiste français († 23 janvier 1953).
- 22 février : Otto Modersohn, peintre allemand († 10 mars 1943).
- 23 février : Anatole Guillot, peintre et céramiste français († février 1911).
- 25 février : Xavier Neujean, homme politique belge († 12 janvier 1940).
- 26 février : Blanche Odin, aquarelliste française († 3 août 1957).
- 2 mars : Théo Ysaÿe, compositeur et pianiste belge († 23 mars 1918).
- 3 mars : Alexander Winkler, pianiste et compositeur russe d’origine allemande († 6 août 1935).
- 11 mars :
  - Jean Patricot, peintre et graveur français († 10 mars 1928).
  - Charles Spindler, peintre, illustrateur, ébéniste, écrivain et photographe français († 3 mars 1938).
- 13 mars : Jean-Constant Pape, peintre français († 22 octobre 1920).
- 14 mars : Filoteo Alberini, cinéaste italien († 12 avril 1937).
- 23 mars : Paul Hymans, avocat et homme politique belge († 6 mars 1941).
- 24 mars : Mathilde Laigle, universitaire († 1er mai 1950).
- 26 mars : Édouard Navellier, graveur, sculpteur et peintre français († 30 août 1944).
- 27 mars : Paul Henri Simons, peintre français († 16 février 1932).
- 8 avril : André Eugène Costilhes, peintre et décorateur français († 1er septembre 1940).
- 13 avril : Joni Mataitini, chef autochtone fidjien († 13 juin 1934).
- 15 avril : Olga Boznańska, peintre polonaise († 26 octobre 1940).
- 18 avril : Johanna Loisinger, soprano autrichienne († 20 juillet 1951).
- 24 avril :
  - Clara Arnheim, peintre allemande († 28 août 1942).
  - Anna Wengberg, peintre suédoise († 13 octobre 1936).
- 26 avril : Luis Dellepiane, ingénieur civil, professeur d’université, homme politique et militaire argentin († 14 août 1941).
- 28 avril : Louis Ageron, peintre et aquarelliste français († septembre 1935).
- 30 avril : Georges Binet, peintre français († 9 juillet 1949).
- 3 mai : Henry Francis Bryan, homme politique américain († 19 mars 1944).
- 5 mai : George-Albert Aurier, écrivain, poète et critique d'art français († 5 octobre 1892).
- 9 mai : Auguste De Boeck, compositeur, organiste et pédagogue musical belge († 9 octobre 1937).
- 12 mai : Max Seliger, peintre allemand († 10 mai 1920).
- 13 mai : Félix Fournery, peintre, illustrateur de mode et commentateur mondain français († 2 février 1938).
- 16 mai : Edvard Westman, peintre suédois († 23 septembre 1917).
- 20 mai : Gustave Fayet, peintre et  collectionneur français († 24 septembre 1925).
- 22 mai : Enric Morera i Viura, compositeur espagnol († 12 mars 1942).
- 24 mai :
  - Émile Ancelet, peintre pointilliste français, taxidermiste et collectionneur († 8 février 1951).
  - Adolphe Crauk, graveur au burin et peintre français († 13 décembre 1945).
- 25 mai : Aline Guérin-Billet, peintre et sculptrice française († 24 décembre 1939).
- 30 mai : Jules Wengel, peintre d'origine allemande naturalisé français († 5 mars 1934).
- 31 mai :
  - István Chernel, ornithologue hongrois († 21 février 1922).
  - Emmett King, acteur américain († 21 avril 1953).
- 3 juin : George V du Royaume-Uni († 20 janvier 1936).
- 7 juin : Hector du Poy, avocat, militaire et homme politique français († 2 septembre 1930).
- 8 juin : Ernest Édouard Martens, peintre français († 25 février 1926).
- 9 juin :
  - Albéric Magnard, compositeur français († 3 septembre 1914).
  - Carl Nielsen, compositeur danois († 3 octobre 1931).
- 13 juin :
  - William Butler Yeats, poète irlandais († 28 janvier 1939).
  - Thomas Hutton-Mills Senior, avocat et leader nationaliste de la Côte-de-l'Or britannique († 4 mars 1931).
- 14 juin :
  - Bernard Lazare, écrivain, journaliste († 1er septembre 1903).
  - Auguste Sérieyx, pédagogue, musicographe et compositeur français († 19 février 1949).
- 15 juin : Paul Gilson, compositeur et pédagogue belge († 3 avril 1942).
- 26 juin : Marius-Antoine Barret, peintre et graveur français († 1929).
- 28 juin : Juan B. Justo, médecin, journaliste, homme politique et essayiste argentin († 8 janvier 1928).
- 4 juillet : Axel Charpentier, avocat finlandais († 9 mars 1949).
- 8 juillet : Jules Adler, peintre naturaliste français († 11 juin 1952).
- 10 juillet : Willy Hamacher, peintre allemand († 9 juillet 1909).
- 11 juillet : Edith Best, musicienne irlandaise († 9 mars 1950).
- 14 juillet : Georges Jules Moteley, peintre français († 23 avril 1923).
- 15 juillet : Enrico Lionne, peintre  et illustrateur italien († 7 juin 1921).
- 17 juillet : Hermann Groeber, peintre allemand († 24 juin 1935).
- 22 juillet :
  - Stanislas Ignace Fabijański, peintre, illustrateur et créateur d'affiches polonais († 13 février 1947).
  - Lars Jorde, peintre norvégien († 25 septembre 1939).
  - Paul Alphonse Marsac, peintre français († 4 février 1926).
- 25 juillet :
  - Émile De Beukelaer, coureur cycliste belge († 23 janvier 1922).
  - Ludwig Dettmann, peintre allemand († 19 novembre 1944).
- 26 juillet : Pēteris Stučka, avocat et homme politique letton puis soviétique († 25 janvier 1932).
- 31 juillet : Frédéric-Auguste Cazals, peintre, dessinateur, écrivain, poète et illustrateur français († 2 mars 1941).
- 1er août :
  - Laurent Auberge de Garcias, peintre français († 1920).
  - Eugène de Suède, prince suédois et norvégien et duc de Närke, peintre et graveur († 17 août 1947).
- 7 août : Luděk Marold, peintre, illustrateur et affichiste austro-hongrois († 1er décembre 1898).
- 15 août : Mikao Usui, le fondateur du reiki († 9 mars 1926).
- 16 août : Gustave Quenioux, peintre français († 11 août 1949).
- 22 août : Templar Saxe, acteur et chanteur d'opéra britannique († 17 avril 1935).
- 23 août : Mahmoud Tarzi, intellectuel, journaliste et homme politique afghan († 22 novembre 1933).
- 24 août : Georges Achille-Fould, peintre française († 24 août 1951).
- 27 août :
  - James Henry Breasted, archéologue († 2 décembre 1935).
  - Giacomo Orefice, compositeur italien († 22 décembre 1922).
- 1er septembre :
  - Georges Charpy, chimiste, métallurgiste français († 25 novembre 1945).
  - Karel Vítězslav Mašek, peintre, architecte et affichiste austro-hongrois puis tchécoslovaque († 24 juillet 1927).
- 10 septembre :
  - André Delaistre, peintre paysagiste français († 1er août 1931).
  - Misti, peintre, affichiste, lithographe et illustrateur français († 20 juin 1922).
- 13 septembre : Lucien Mignon, peintre, illustrateur, lithographe et pastelliste français († 13 mars 1944).
- 17 septembre : Franc Malzac, peintre, illustrateur et affichiste français († 28 octobre 1920).
- 18 septembre : Friedrich Wilhelm Kuhnert, peintre et illustrateur allemand († 11 février 1926).
- 23 septembre : Suzanne Valadon, modèle et peintre française († 7 avril 1938).
- 25 septembre : Henri Lebasque, peintre post-impressionniste français († 7 août 1937).
- 27 septembre : Édouard Doigneau, peintre français († 20 avril 1954).
- 29 septembre : Adolphe Marty, organiste, improvisateur, compositeur et pédagogue français († 28 octobre 1942).
- 30 septembre : Lucien Lévy-Dhurmer, peintre, sculpteur et céramiste symboliste français († 24 septembre 1953).
- 1er octobre : Paul Dukas, compositeur français († 17 mai 1935).
- 3 octobre : Gustave Loiseau, peintre postimpressionniste français († 10 octobre 1935).
- 10 octobre : Rafael Merry del Val, cardinal, ancien secrétaire d'État de la Curie romaine († 26 février 1930).
- 18 octobre :
  - Gabriele Galantara, peintre, journaliste, dessinateur, illustrateur et caricaturiste anticlérical italien († 10 janvier 1937).
  - Henri Adrien Tanoux, peintre français († 29 juillet 1923).
- 22 octobre :
  - Otto Antoine, peintre allemand († 14 juillet 1951).
  - Giuseppe Cassioli, peintre et sculpteur italien († 5 octobre 1942).
- 25 octobre : Walter Leistikow, peintre allemand († 24 juillet 1908).
- 28 octobre : Pierre Kunc, compositeur et organiste français († 29 décembre 1941).
- 29 octobre : Léon Dardenne, peintre, dessinateur et affichiste belge († 12 février 1912).
- 1er novembre : Maria Pascoli, écrivaine italienne († 5 décembre 1953).
- 2 novembre : Warren G. Harding, futur président des États-Unis († 2 août 1923).
- 10 novembre : Blanche Hoschedé, peintre et modèle français († 8 décembre 1947).
- 11 novembre : Joseph Ravaisou, peintre français († 22 décembre 1925).
- 12 novembre : Blanche Hoschedé, peintre et modèle français († 8 décembre 1947).
- 16 novembre : Pierre Bonnaud, peintre français († 15 juillet 1930).
- 19 novembre : Madison Grant, avocat et naturaliste américain († 30 mai 1937).
- 20 novembre : Joseph-Germain Strock, peintre et professeur d'art luxembourgeois († 31 décembre 1923).
- 25 novembre :
  - Georges Lemmen, peintre, graveur et dessinateur impressionniste belge († 5 juillet 1916).
  - Marie Louis Joseph Vauchez, militaire français († 3 septembre 1903).
- 27 novembre : Étienne Mein, peintre et graveur français († 5 mai 1938).
- 29 novembre : Soledad Gustavo, intellectuelle espagnole († 5 février 1939).
- 1er décembre : Charles Virion, médailleur, sculpteur animalier, peintre et céramiste français († 30 décembre 1946).
- 3 décembre : Gustav Jenner, compositeur et chef d’orchestre allemand († 29 août 1920).
- 6 décembre :
  - Auguste Doutrepont, linguiste et académicien belge, aussi militant wallon († 22 mars 1929).
  - Harry Lonsdale, acteur anglais († 12 juillet 1923).
- 8 décembre : Jean Sibelius, compositeur finlandais († 20 septembre 1957).
- 12 décembre : Alexandre Martynov, homme politique russe puis soviétique († 5 juin 1935).
- 15 décembre : Victor Rousseau, sculpteur belge († 17 mars 1954).
- 17 décembre : Gaston Noury, peintre, pastelliste, affichiste et dessinateur français († 21 septembre 1936).
- 19 décembre : Hermann Hirt, philologue et indo-européaniste allemand († 12 septembre 1936).
- 26 décembre : Yun Chi-ho, homme politique coréen († 6 décembre 1945).
- 28 décembre : Félix Vallotton, peintre, graveur, illustrateur, sculpteur, critique d'art et romancier français d'origine suisse († 29 décembre 1925).
- 30 décembre : Rudyard Kipling, écrivain britannique († 18 janvier 1936).
- 31 décembre : Émile Fabry, peintre belge († 1966).
- Date précise inconnue :
  - Rafiuddin Ahmed, journaliste et homme politique indien († 1954).
  - Pierre Bellet, peintre et graveur français († 1924).
  - Jeanne Bosc, peintre et sculptrice française († 1954).
  - Pierre Boyer, peintre paysagiste et portraitiste français († 1933).
  - Adolphe Clary-Baroux, peintre français († juillet 1933).
  - Dimítrios Doúlis, militaire et homme politique grec et nord-épirote († 1928).
  - Riccardo Fainardi, peintre, sculpteur et architecte d'intérieur italien († 1959).
  - Mary Rankin Swan, peintre portraitiste irlandaise († 1944).

## Décès en 1865

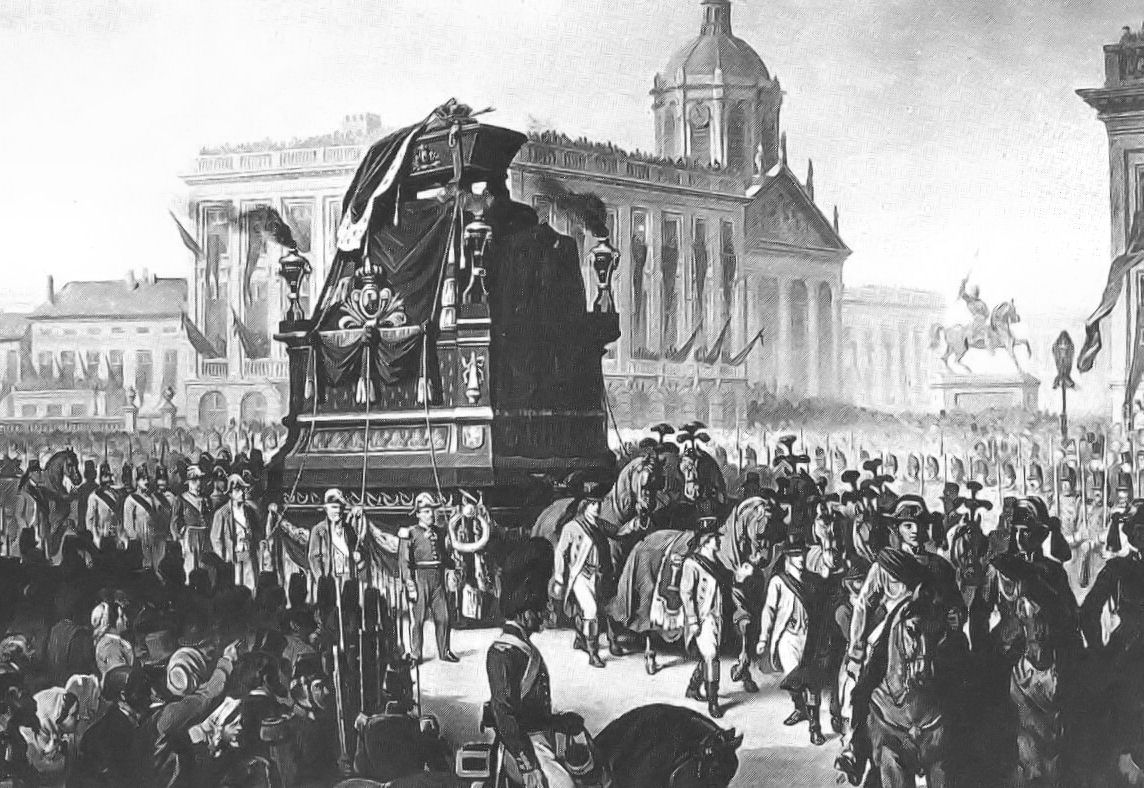
Funérailles de Léopold Ier de Belgique

- 19 janvier : Pierre-Joseph Proudhon, théoricien socialiste, père de l'anarchisme, à Paris (° 15 janvier 1809).
- 20 janvier : Giovanni Marghinotti, peintre néoclassique italien (° 6 janvier 1798).
- 23 janvier : Joseph-Désiré Court, peintre français (° 14 septembre 1797).
- 15 février : Juan José de Aycinena y Piñol, ecclésiastique et intellectuel conservateur guatémaltèque (° 29 août 1792).
- 19 février : Francisco Bilbao, écrivain et homme politique chilien, à Buenos Aires (° 9 janvier 1823).
- 20 février : Louis Dietsch, compositeur et chef d'orchestre français (° 17 mars 1808).
- 21 février : Constant Troyon, peintre français (° 28 août 1810).
- 10 mars : Charles de Morny, demi-frère de Napoléon III et président du corps législatif, à Paris (° 17 septembre 1811).
- 19 mars : Joseph Lebeau, homme politique belge (° 3 janvier 1794).
- 24 mars : Auguste-Hyacinthe Debay, sculpteur et peintre français (° 2 avril 1804).
- 25 mars : Feliks Paweł Jarocki, zoologiste polonais (° 14 janvier 1790).
- 5 avril : Edward Loder, compositeur et chef d'orchestre britannique (° 10 juillet 1809).
- 10 avril : Julie Hugo, peintre française (° 1797).
- 13 avril : Achille Valenciennes, zoologiste français spécialiste des poissons (° 9 août 1794).
- 14 avril : Rafael Carrera, président du Guatemala[73] (° 24 octobre 1814).
- 15 avril : Abraham Lincoln, président des États-Unis (° 12 février 1809).
- 18 avril : Jean-Marie Léon Dufour, médecin et naturaliste français (° 11 avril 1780).
- 25 avril : György Kmety, général hongrois puis ottoman (° 24 mai 1813).
- 25 mai : Madeleine-Sophie Barat, religieuse français, fondatrice de la Société du Sacré-Cœur de Jésus (° 12 septembre 1779).
- 26 mai : Cândido Batista de Oliveira, ingénieur, diplomate et homme politique brésilien (° 15 février 1801).
- 29 mai : Bernard Pierre Magnan, maréchal de France (° 7 décembre 1791).
- 11 juin :  Franz von Hartig, homme politique et journaliste autrichien (° 5 juin 1789).
- 30 juin : Vincent-Nicolas Raverat, peintre français (° 22 janvier 1801).
- 17 juillet : Théodore Herpin, médecin franco-suisse (° 27 août 1799).
- 24 juillet : Jean-Louis Tulou, flûtiste, compositeur et facteur de flûtes français (° 12 septembre 1786).
- 27 juillet : Jean-Joseph Dassy, peintre français (° 27 décembre 1791).
- 30 juillet : Henri Darondeau, compositeur français (° 28 février 1779).
- 9 août : Lodovico Aureli, graveur et peintre italien (° 9 janvier 1816).
- 14 août : Fitz Henry Lane, peintre américain (° 19 décembre 1804).
- 2 septembre :
  - William Rowan Hamilton, mathématicien, physicien et astronome irlandais (° 4 août 1805).
  - Henri Serrur, peintre français (° 9 février 1794).
- 9 septembre : François Protheau, peintre et sculpteur français (° 30 juillet 1823)[74].
- 16 septembre : Émile Zipelius, peintre français (° 30 juin 1840).
- 30 septembre : François-Joseph Heim, peintre français (° 16 janvier 1787).
- 12 octobre :
  - Alphonse Garreau, peintre français (° 17 avril 1792).
  - William Vincent Wallace, pianiste et compositeur irlandais (° 11 mars 1812).
- 19 octobre : Charles Fortin, peintre français (° 12 juin 1815).
- 21 octobre : Constant Dutilleux, peintre, dessinateur et graveur français (° 5 octobre 1807).
- 25 octobre : Christophe-Alexis-Adrien de Jussieu, homme politique français (° 10 août 1802).
- 28 octobre : Karl Buol, diplomate et homme d'État autrichien (° 17 mai 1797).
- 1er novembre : John Lindley, botaniste britannique († 8 février 1799).
- 3 novembre] : François Alexandre Pernot, peintre et dessinateur français († 10 février 1793).
- 6 novembre] : Thérèse Wartel, compositrice, pianiste et critique musicale française († 2 juillet 1814).
- 6 décembre : Sebastián Iradier, compositeur espagnol (° 20 janvier 1809).
- 10 décembre : Léopold Ier de Belgique (° 16 décembre 1790).
- 18 décembre : Francisco Manuel da Silva, compositeur, chef d'orchestre et professeur de musique brésilien (° 21 février 1795)
- Date inconnue :
  - Luigia Mussini-Piaggio, peintre italienne (° 1832).
  - Francesca Scanagatta, officier du Saint-Empire romain germanique (° 1er août 1776).
- 1865 ou 1867 :
  - Ferdinando Cavalleri, peintre et portraitiste italien (° 1794).